# (19119) Dimpna
(19119) Dimpna est un astéroïde de la ceinture principale.

## Description
(19119) Dimpna est un astéroïde de la ceinture principale. Il fut découvert le 27 septembre 1981 à Naoutchnyï par Lioudmila Karatchkina. Il présente une orbite caractérisée par un demi-grand axe de 2,42 UA, une excentricité de 0,23 et une inclinaison de 3,8° par rapport à l'écliptique.

## Compléments